# Magicicada tredecula
A Magicicada tredecula a rovarok (Insecta) osztályának félfedelesszárnyúak (Hemiptera) rendjébe, ezen belül az énekeskabóca-félék (Cicadidae) családjába tartozó faj. Egyike a 13 évenként előjövő fajoknak.

## Előfordulása
A Magicicada tredecula előfordulási területe az Amerikai Egyesült Államok keleti felén van. Ennek az országnak az egyik endemikus rovarfaja.

## Megjelenése
Általában kisebb, mint a Magicicada tredecim és majdnem ugyanakkora, mint a Magicicada tredecassini. A potrohának a hasi felén jól látható narancssárga csíkok vannak; azonban a narancssárga foltozás hiányzik a szemei és szárnytövei közti részről. Ez a rovar jóval ritkább, mint a M. tredecim és a M. tredecassini nevű kabócák. A cirpelései akár 15-30 másodpercig is eltarthatnak.

## Szaporodása
A lárva 13 évet tölt a talajban, a fák gyökereinek nedveivel táplálkozva. A tizenhárom év leteltével kimászik a földből és egy utolsó vedlés után, átalakul imágóvá. Az imágó egyetlen célja a szaporodás. Ez a hosszú rejtőzködésben töltött idő, és az egyszerre több millió számban előbúvó rovar, valószínűleg a ragadozók által okozott vesztességeket hivatottak csökkenteni.

## Fordítás
- Ez a szócikk részben vagy egészben  a   Magicicada tredecula című angol Wikipédia-szócikk ezen változatának fordításán alapul.  Az eredeti cikk szerkesztőit annak laptörténete sorolja fel. Ez a jelzés csupán a megfogalmazás eredetét és a szerzői jogokat jelzi, nem szolgál a cikkben szereplő információk forrásmegjelöléseként.